# División Intermedia 1937
La División Intermedia 1937 fue la duodécima edición de este torneo que constituía como tercera categoría. A partir de ello, el campeón y algunos equipos con las mejores posiciones del torneo ascienden a la Primera División de la Liga de Lima 1938. 
El torneo fue integrado por equipos provenientes de Lima, Rímac y los Balnearios del Sur. 
El campeón fue Atlético Lusitania, junto al club  Juventud Gloria, lograron ascender a la Primera División de la Liga de Lima de la siguiente temporada.

## Equipos participantes
Primera Serie
- Atlético Lusitania - Asciende a la Primera División de la Liga de Lima 1938
- Porvenir Miraflores
- Alianza Limoncillo
- Unión Lazo
- Intelectual Raymondi
- Nueve de Diciembre
- Alianza Risso
- Alianza San Martín
- Juventud Perú
- Nacional FBC
- Alianza Chorrillos - Desciende a Segunda División de Lima 1938
- Unión América - Desciende a Segunda División de Lima 1938

Segunda Serie
- Juventud Gloria - Asciende a la Primera División de la Liga de Lima 1938
- Sportivo Uruguay
- Sportivo Unión
- Once Amigos Walkuski
- Roberto Acevedo
- Huáscar Barranco
- Sport San Jacinto
- Juventud Barranco
- Agricultor de Surco
- Juventud White Star
- Peruvian Boys - Desciende a Segunda División de Lima 1938
- Sport José Gálvez - Desciende a Segunda División de Lima 1938